# Tetrastichus momardicae
Tetrastichus momardicae is een vliesvleugelig insect uit de familie Eulophidae. De wetenschappelijke naam is voor het eerst geldig gepubliceerd in 1964 door Domenichini.